# Tupolev Tu-243
 (mai 2022).
La mise en forme du texte ne suit pas les recommandations de Wikipédia : il faut le « wikifier ».
Les points d'amélioration suivants sont les cas les plus fréquents. Le détail des points à revoir est peut-être précisé sur la page de discussion.
- Les titres sont pré-formatés par le logiciel. Ils ne sont ni en capitales, ni en gras.
- Le texte ne doit pas être écrit en capitales (les noms de famille non plus), ni en gras, ni en italique, ni en « petit »…
- Le gras n'est utilisé que pour surligner le titre de l'article dans l'introduction, une seule fois.
- L'italique est rarement utilisé : mots en langue étrangère, titres d'œuvres, noms de bateaux, etc.
- Les citations ne sont pas en italique mais en corps de texte normal. Elles sont entourées par des guillemets français : « et ».
- Les listes à puces sont à éviter, des paragraphes rédigés étant largement préférés. Les tableaux sont à réserver à la présentation de données structurées (résultats, etc.).
- Les appels de note de bas de page (petits chiffres en exposant, introduits par l'outil «  Source ») sont à placer entre la fin de phrase et le point final[comme ça].
- Les liens internes (vers d'autres articles de Wikipédia) sont à choisir avec parcimonie. Créez des liens vers des articles approfondissant le sujet. Les termes génériques sans rapport avec le sujet sont à éviter, ainsi que les répétitions de liens vers un même terme.
- Les liens externes sont à placer uniquement dans une section « Liens externes », à la fin de l'article. Ces liens sont à choisir avec parcimonie suivant les règles définies. Si un lien sert de source à l'article, son insertion dans le texte est à faire par les notes de bas de page.
- La présentation des références doit suivre les conventions bibliographiques. Il est recommandé d'utiliser les modèles {{Ouvrage}}, {{Chapitre}}, {{Article}}, {{Lien web}} et/ou {{Bibliographie}}. Le mode d'édition visuel peut mettre en forme automatiquement les références.
- Insérer une infobox (cadre d'informations à droite) n'est pas obligatoire pour parachever la mise en page.

Pour une aide détaillée, merci de consulter Aide:Wikification.
Si vous pensez que ces points ont été résolus, vous pouvez retirer ce bandeau et améliorer la mise en forme d'un autre article.
Tu-243 ( VR-3D, "Reis-D"), est un drone de reconnaissance soviétique et russe . Le premier vol a été effectué en 1970 .

## Description
Les complexes Reis avec le Tu-143 BRLA sont toujours en activité, livrés à la Tchécoslovaquie (1984), à la Roumanie, à l'Irak et à la Syrie (1982), ont été utilisés dans des opérations de combat pendant le conflit libanais . En Tchécoslovaquie, deux escadrons ont été formés en 1984, dont l'un est actuellement situé en République tchèque, l'autre en Slovaquie. [une]
Il est produit en série depuis 1994 à l' usine KumAPP de Kumertau, puis  adopté en 1999. Il s'agit d'une version modernisée du Tu-143 . En comparaison avec le Tu-143, la composition de l'équipement de reconnaissance a été complètement mise à jour.
L'équipement de reconnaissance, complété en deux versions, permet de surveiller de jour comme de nuit.
Dans la première version, une caméra aérienne panoramique de type PA-402 et le système de reconnaissance télévisée Aist-M avec transmission d'informations en temps réel via la liaison radio Trassa-M sont installés.
Dans la deuxième version, il dispose du PA-402 et le système de reconnaissance infrarouge Zima-M avec transmission d'informations via la Traverse-M. En plus, de la transmission au sol, les informations sont enregistrées à bord du drone. Pour faciliter la recherche du drone, une radiobalise de type marqueur est installée. La conception de la cellule du drone n'a subi aucune modification particulière, conservant la centrale électrique du drone Tu-143.
En 2008, un concours a été organisé pour la modernisation des Tu-143 et Tu-243.
Design Bureau Tupolev a été déclaré vainqueur du concours.

## Opérateur
- Russie Russie  - Les forces terrestres de la fédération de Russie  - "Reis" et "Reis-D" sont en service en 2016[5].